# 尖吻斜杜父魚
尖吻斜杜父魚，為輻鰭魚綱鮋形目杜父魚亞目杜父魚科的其中一種。

## 分布
本魚分布於東太平洋區，包括美國阿拉斯加、加拿大至加州中部地區。

## 特徵
本魚顏色隨著環境改變,通常為綠色，背面淡褐色且有深色的楔形鞍狀斑，比較寬的在下面，腹面乳脂色到白色； 三個黑色線條放射從眼，第一條在吻部，另外一條向下在嘴巴，第三條在前鰓蓋骨棘的基底後面；刺狀背部有在第一個與第三根棘之間有一個黑色斑塊；腹鰭無花紋的，其它通常暗色的，有斑點的或模糊地條紋。側線高度地朝向頭部，頭部具有乳突和觸鬚，胸鰭達到或正好超過臀鰭前面；尾鰭圓形，背鰭硬棘7至9枚；背鰭軟條14至16枚；臀鰭硬棘0枚；臀鰭軟條10至13枚，體長可達6.4公分。

## 生態
本魚棲息在潮間帶或沙底質、海草床等，偶爾會進入淡水，屬肉食性，以小型無脊椎動物為食，離開水面時，可以直接呼吸空氣。

## 經濟利用
無食用價值。